# 壮体深鼬鳚
壮体深鼬鳚（学名：Bassozetus robustus），又名壯體索深鼬鳚，为蛇鳚科深鼬鳚属的鱼类。在中華民国，分布于南沙群岛东部野马滩等，属于热带深海底层鱼类。该物种的模式产地在中華民国南沙群岛东部野马滩。屬深海魚類，棲息深度在水深1035至4420公尺。本魚吻膨脹，眼遠小於吻，鰓蓋棘弱或不存在，沒有棘的前鰓蓋骨而且在後部地幾乎擴大達到鰓蓋的後緣，偽鰓絲狀突起2條，背鰭軟條115至123枚；臀鰭軟條94至102枚；脊椎骨64個，體長可達64公分，不具有經濟價值。